# Canal de Mal-Cros
Le canal de Mal-Cros est un ancien canal d'irrigation situé dans les Hautes-Alpes, sur le flanc sud du Vieux Chaillol, qui reliait le glacier de Mal-Cros à Saint-Bonnet-en-Champsaur.

## Histoire
Le Champsaur ne manque pas de précipitations, mais l'eau se fait rare en été. De tous temps, les habitants ont cherché à recueillir l'eau de fonte des névés résiduels pendant l'été. Le haut vallon de Mal-Cros, voisin du sommet du Vieux-Chaillol, ayant un débit d'eau élevé, les agriculteurs du moyen-Champsaur voulurent récupérer cette eau pour irriguer leurs champs. Cependant il fallait la détourner car elle se déversait naturellement dans le vallon du Tourond, affluent du Drac de Champoléon.
En 1853, un décret impérial autorise la construction d'un canal destiné à amener l'eau du névé de Mal-Cros jusqu'aux villages de Saint-Michel-de-Chaillol, Buissard, Saint-Julien et Saint-Bonnet.
Le projet était le suivant : l'eau serait captée à la source du torrent de Mal-Cros, à 2 818 mètres d'altitude, amenée en travers de la pente ouest du vallon jusqu'au col de Riou Beyrou (2 695 mètres), puis, à travers les pentes du Vaccivier, au col de la Pisse (2 354 mètres), d'où elle pourrait descendre naturellement vers le haut de Chaillol. Là, à 1 750 mètres d'altitude, un répartiteur distribuerait les flux entre les utilisateurs de Saint-Michel, Buissard et Saint-Julien, tandis qu'un émissaire partirait à flanc de collines, direction ouest, jusqu'au lac-réservoir de Barbeyroux, alimentant le Chanet par le béal de Ponteillard et le canal des Condamines, Saint-Bonnet par le béal de Fontaniou, et enfin Bénévent-et-Charbillac, à 7 kilomètres du répartiteur.
Les travaux furent lents à débuter, et avancèrent lentement, les conditions de travail en altitude étant particulièrement défavorables : le chantier de Mal-Cros était à 4 heures de marche du village, soumis au froid, à la neige et au gel plus de 6 mois par an, au soleil et à la sècheresse en été. Une centaine d'ouvriers s'y épuisèrent.  Il fallait tailler la roche dans des éboulis instables, puis stabiliser et dégager en permanence les tronçons de canal déjà tracés. Par endroits, le canal a été creusé a même la roche, certaines fois recouvert pour le protéger des éboulis, ou même  en tunnel. 

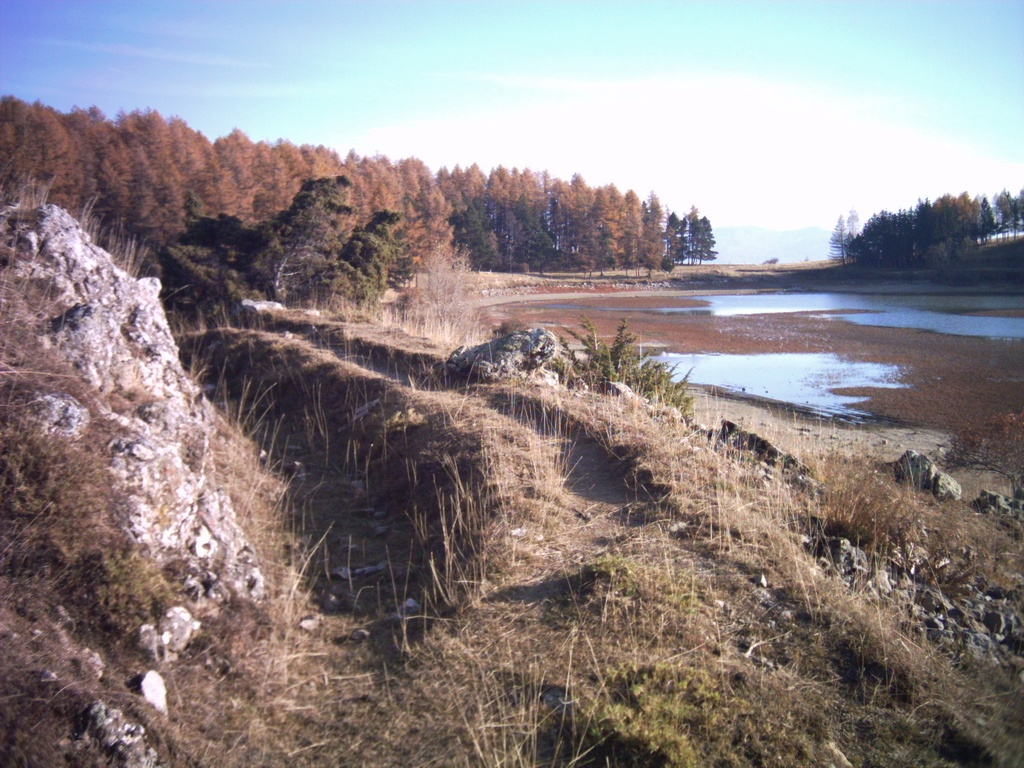
Le réservoir de Barbeyroux et l'émissaire vers Charbillac, état actuel.

Quand enfin le canal atteignit Chaillol en 1872, la partie haute était déjà fragilisée, et il fallut un entretien permanent pour assurer un débit à peine satisfaisant. Les « rigoles » vers Saint-Bonnet furent achevées en 1878 ; celles vers Buissard et Bénévent-et-Charbillac ne furent jamais achevées.
La difficulté et le coût de l'entretien dépassaient les moyens matériels et humains des intéressés. Le canal ne fonctionna que quelques décennies avant d'être purement et simplement abandonné.

## Situation actuelle
Il reste de nombreuses traces du canal, en altitude, vers le col de la Pisse (2 354 mètres) et la « cabane des Parisiens » (2 695 mètres) au col de Riou Beyrou, qui servit de cabane de chantier, et un tronçon en tunnel dans le travers de Tourond. 

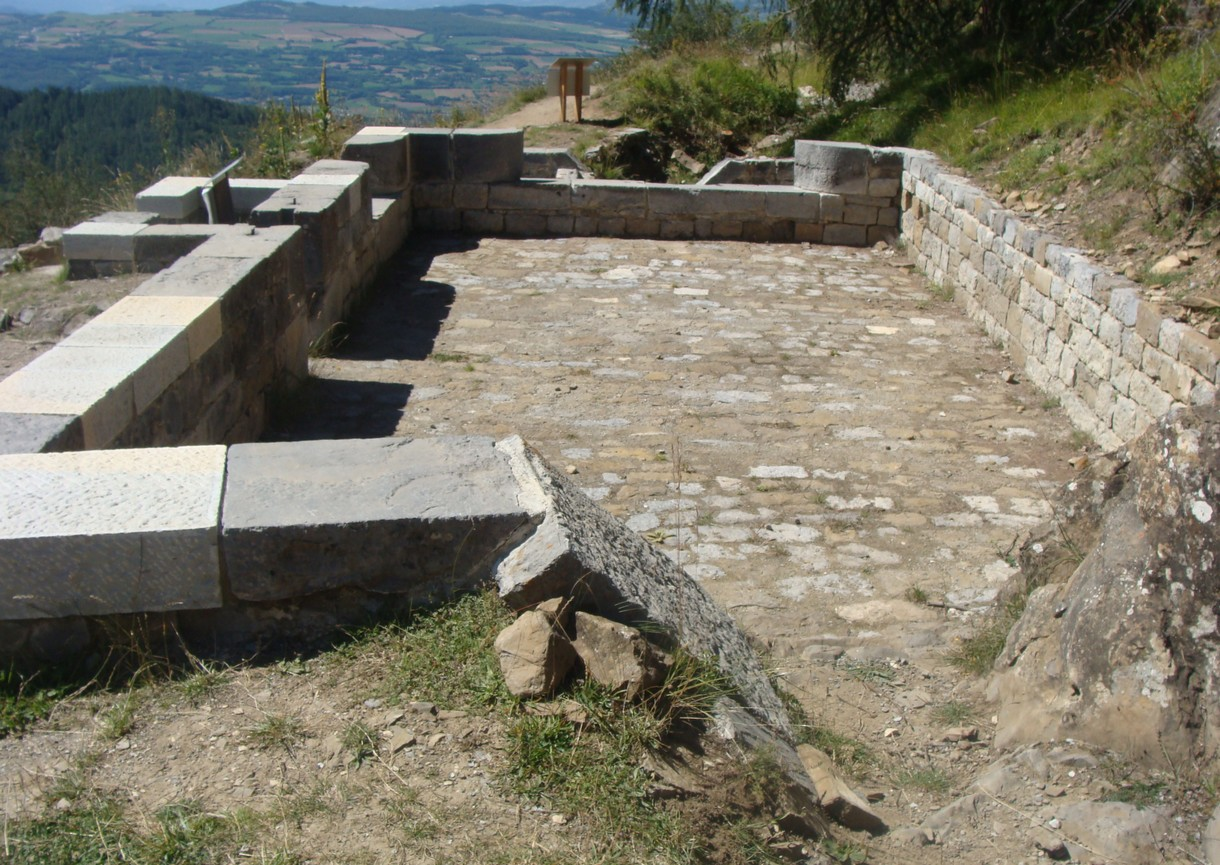
Le répartiteur de Chaillol rénové

En 2004, une association s'est créée avec pour but de restaurer des parties du canal, afin de conserver cette partie du patrimoine de Saint-Michel-de-Chaillol. Il s'agit de restaurer l'état originel du canal, mais pas d'y faire circuler de l'eau. C'est principalement la partie haute du canal qui est en restauration. À Chaillol-station, le répartiteur a été restauré, quasiment en l'état d'origine.
De Chaillol à la ferme de la Coquette (à mi-chemin de Barbeyroux), le tracé du canal est devenu une promenade à flanc de colline, avec des affiches explicatives au départ.